# Olympische Geschichte Schwedens
| Gelbes Symbol für Goldmedaillen mit stilisierten Olympischen Ringen | Graues Symbol für Silbermedaillen mit stilisierten Olympischen Ringen | Braundes Symbol für Bronzemedaillen mit stilisierten Olympischen Ringen |
| ------------------------------------------------------------------- | --------------------------------------------------------------------- | ----------------------------------------------------------------------- |
| 243                                                                 | 205                                                                   | 233                                                                     |

Schweden, dessen NOK, das Sveriges Olympiska Kommitté 1913 gegründet noch im gleichen Jahr vom IOC anerkannt wurde, nimmt bereits seit 1896 an Olympischen Spielen teil. Seit 1924 werden auch Sportler zu Winterspielen entsandt. Schweden ist neben Finnland das einzige Land, das bis auf zwei Spiele, 1896 und 1904, bei allen Spielen, an denen es teilnahm, auch Medaillen gewinnen konnte.

## Übersicht
| Jahre     | Flagge | Kürzel | Mannschaft |
| --------- | ------ | ------ | ---------- |
| 1896–1900 |        | SWE    | Schweden   |
| Seit 1908 |        | SWE    | Schweden   |

## Geschichte
Schweden war, nachdem der Schwede Viktor Balck als einer der Gründungsmitglieder an der Gründung des Internationalen Olympischen Komitees beteiligt war, mit Stockholm 1912 bereits zweimal Austragungsort für Olympische Sommerspiele. Zudem wurden die Reitwettbewerbe für die Olympischen Sommerspiele 1956 in Stockholm ausgetragen. Ein weiteres Mal bewarb man sich um die Austragung der Olympischen Sommerspiele 2004, scheiterte aber gegen Athen. Für die Olympischen Winterspiele bewarb man sich sechsmal von 1984 bis 2002 mit den Städten Göteborg, Falun und Östersund, scheiterte aber jeweils im Auswahlverfahren. Für 2006, 2010, 2014 und 2018 bereitete das NOK eine Bewerbung vor, erhielt aber von der Regierung nicht die nötige Unterstützung für eine offizielle Kandidatur.
Insgesamt traten 3699 Athleten, unter ihnen 704 Frauen, an. Sportler aus Schweden konnten bislang 727 Medaillen gewinnen, davon 483 bei Sommer- und 144 bei Winterspielen. Erfolgreichste Athleten sind der Sportschütze Alf Swahn und der Skilangläufer Sixten Jernberg, die jeweils neun olympische Medaillen gewannen. Erster Medaillengewinner war der Leichtathlet Ernst Fast, der bei den Olympischen Sommerspielen 1900 einmal Bronze gewann. Erfolgreichste Sportart ist Gewichtheben im Sommer mit 28 Gold-, 27 Silber- und 29 Bronzemedaillen und Skilanglauf im Winter mit 29 Gold-, 22 Silber- und 23 Bronzemedaillen. Bei den Winterspielen 1948 in St. Moritz war Schweden die erfolgreichste Nation und belegte Rang eins im Medaillenspiegel.
Jüngstes Mitglied einer Mannschaft aus Schweden war 1912 die Schwimmerin Greta Carlsson, die im Alter von 14 Jahren an den Start ging. Der Sportschütze Oscar Swahn war 1920 im Alter von 72 Jahren der älteste Teilnehmer in der schwedischen Olympiageschichte.
Bo Lindman und Per Carleson im Sommer und Sven Selånger im Winter trugen als einzige Athleten bei mehr als einen Olympischen Spielen die Flagge Schwedens bei der Eröffnungsfeier. Lindman trug sie viermal zwischen 1928 und 1952.

## Übersicht der Teilnehmer

### Sommerspiele
| Jahr              | Flaggenträger        | Teilnehmer | Männer | Frauen | Sportarten |
| ----------------- | -------------------- | ---------- | ------ | ------ | ---------- |
| 1896 Athen        |                      | 1          | 1      |        | 2          |
| 1900 Paris        |                      | 10         | 10     |        | 4          |
| 1906 Athen        | Bruno Söderström     | 39         | 39     |        | 8          |
| 1908 London       | Erik Granfelt        | 168        | 165    | 3      | 14         |
| 1912 Stockholm    | Robert Olsson        | 444        | 421    | 23     | 16         |
| 1920 Antwerpen    | Hans Granfelt        | 260        | 247    | 13     | 18         |
| 1924 Paris        | Einar Räberg         | 159        | 146    | 13     | 15         |
| 1928 Amsterdam    | Bo Lindman           | 100        | 87     | 13     | 11         |
| 1932 Los Angeles  | Bo Lindman           | 81         | 78     | 3      | 12         |
| 1936 Berlin       | Bo Lindman           | 171        | 163    | 8      | 17         |
| 1948 London       | Per Carleson         | 181        | 162    | 19     | 18         |
| 1952 Helsinki     | Bo Eriksson          | 206        | 183    | 23     | 17         |
| 1956 Melbourne    | Per Carleson         | 97         | 83     | 14     | 15         |
| 1960 Rom          | Wille Grut           | 134        | 115    | 19     | 15         |
| 1964 Tokio        | William Hamilton     | 94         | 76     | 18     | 13         |
| 1968 Mexiko-Stadt | Rolf Peterson        | 100        | 86     | 14     | 13         |
| 1972 München      | Jan Jönsson          | 131        | 104    | 27     | 18         |
| 1976 Montreal     | Jan Karlsson         | 116        | 99     | 17     | 16         |
| 1980 Moskau       |                      | 145        | 122    | 23     | 18         |
| 1984 Los Angeles  | Hans Svensson        | 174        | 131    | 43     | 19         |
| 1988 Seoul        | Agneta Andersson     | 185        | 148    | 37     | 23         |
| 1992 Barcelona    | Stefan Edberg        | 187        | 143    | 44     | 22         |
| 1996 Atlanta      | Jan-Ove Waldner      | 177        | 111    | 66     | 22         |
| 2000 Sydney       | Anna Olsson          | 150        | 98     | 52     | 22         |
| 2004 Athen        | Lars Frölander       | 115        | 62     | 53     | 20         |
| 2008 Peking       | Christian Olsson     | 123        | 50     | 73     | 20         |
| 2012 London       | Rolf-Göran Bengtsson | 133        | 55     | 78     | 21         |

### Winterspiele
| Jahr                        | Flaggenträger       | Teilnehmer | Männer | Frauen | Sportarten |
| --------------------------- | ------------------- | ---------- | ------ | ------ | ---------- |
| 1924 Chamonix               |                     | 31         | 31     |        | 4          |
| 1928 St. Moritz             | Viking Harbom       | 24         | 24     |        | 6          |
| 1932 Lake Placid            | Sven Selånger       | 12         | 11     | 1      | 5          |
| 1936 Garmisch-Partenkirchen | Sven Selånger       | 32         | 31     | 1      | 7          |
| 1948 St. Moritz             | Erik Lindström      | 43         | 42     | 1      | 6          |
| 1952 Oslo                   | Erik Elmsäter       | 65         | 56     | 9      | 8          |
| 1956 Cortina d’Ampezzo      | Bror Östman         | 58         | 50     | 8      | 8          |
| 1960 Squaw Valley           | Einar Granath       | 47         | 41     | 6      | 6          |
| 1964 Innsbruck              | Carl-Gustav Briandt | 57         | 49     | 8      | 8          |
| 1968 Grenoble               | Barbro Martinsson   | 68         | 59     | 9      | 9          |
| 1972 Sapporo                | Hasse Börjes        | 58         | 49     | 9      | 9          |
| 1976 Innsbruck              | Carl-Erik Eriksson  | 39         | 30     | 9      | 7          |
| 1980 Lake Placid            | Eva Olsson          | 61         | 49     | 12     | 9          |
| 1984 Lake Placid            | Mats Waltin         | 60         | 51     | 9      | 8          |
| 1988 Calgary                | Thomas Wassberg     | 67         | 54     | 13     | 9          |
| 1992 Albertville            | Tomas Gustafson     | 73         | 56     | 17     | 9          |
| 1994 Lillehammer            | Pernilla Wiberg     | 84         | 64     | 20     | 10         |
| 1998 Nagano                 | Torgny Mogren       | 99         | 53     | 46     | 10         |
| 2002 Salt Lake City         | Magdalena Forsberg  | 102        | 56     | 46     | 11         |
| 2006 Turin                  | Anja Pärson         | 106        | 63     | 43     | 9          |
| 2010 Vancouver              | Peter Forsberg      | 101        | 57     | 44     | 9          |
| 2014 Sotschi                | Anders Södergren    | 99         | 56     | 43     | 9          |

## Erfolgreichste Sportler
Die 20 erfolgreichsten schwedischen Sportler bei Olympischen Spielen:
| Platz | Name                            | Sportart           | Gold | Silber | Bronze | Gesamt |
| ----- | ------------------------------- | ------------------ | ---- | ------ | ------ | ------ |
| 01.   | Gert Fredriksson                | Kanu               | 6    | 1      | 1      | 8      |
| 02.   | Sixten Jernberg                 | Skilanglauf        | 4    | 3      | 2      | 9      |
| 03.   | Gunde Svan                      | Skilanglauf        | 4    | 1      | 1      | 6      |
| 04.   | Henri Saint Cyr                 | Reiten             | 4    | -      | -      | 4      |
| 04.   | Thomas Wassberg                 | Skilanglauf        | 4    | -      | -      | 4      |
| 06.   | Vilhelm Carlberg                | Schießen           | 3    | 4      | -      | 7      |
| 07.   | Alfred Swahn                    | Schießen           | 3    | 3      | 3      | 9      |
| 08.   | Agneta Andersson                | Kanu               | 3    | 2      | 2      | 7      |
| 09.   | Oscar Swahn                     | Schießen           | 3    | 1      | 2      | 6      |
| 10.   | Gillis Grafström                | Eiskunstlauf       | 3    | 1      | -      | 4      |
| 10.   | Tomas Gustafsson                | Eisschnelllauf     | 3    | 1      | -      | 4      |
| 12.   | Ivar Johansson                  | Ringen             | 3    | -      | -      | 3      |
| 12.   | Daniel Norling                  | Turnen, Reiten     | 3    | -      | -      | 3      |
| 12.   | Carl Westergren                 | Ringen             | 3    | -      | -      | 3      |
| 15.   | Eric Carlberg                   | Schießen           | 2    | 3      | -      | 5      |
| 16.   | Johan Hübner von Holst          | Schießen           | 2    | 2      | 1      | 5      |
| 17.   | Toini Gustafsson                | Skilanglauf        | 2    | 2      | -      | 4      |
| 17.   | Rudolf Svensson                 | Ringen             | 2    | 2      | -      | 4      |
| 19.   | Gustaf Adolf Boltenstern junior | Reiten             | 2    | 1      | 1      | 4      |
| 20.   | Erik Adlerz                     | Wasserspringen     | 2    | 1      | -      | 3      |
| 20.   | Lars Hall                       | Moderner Fünfkampf | 2    | 1      | -      | 3      |
| 20.   | Åke Lundeberg                   | Schießen           | 2    | 1      | -      | 3      |
| 20.   | Åge Lundström                   | Reiten             | 2    | 1      | -      | 3      |
| 20.   | Pernilla Wiberg                 | Ski Alpin          | 2    | 1      | -      | 3      |

## Medaillen
→ Siehe:  Liste der olympischen Medaillengewinner aus Schweden